# Plataforma de gelo Fimbul

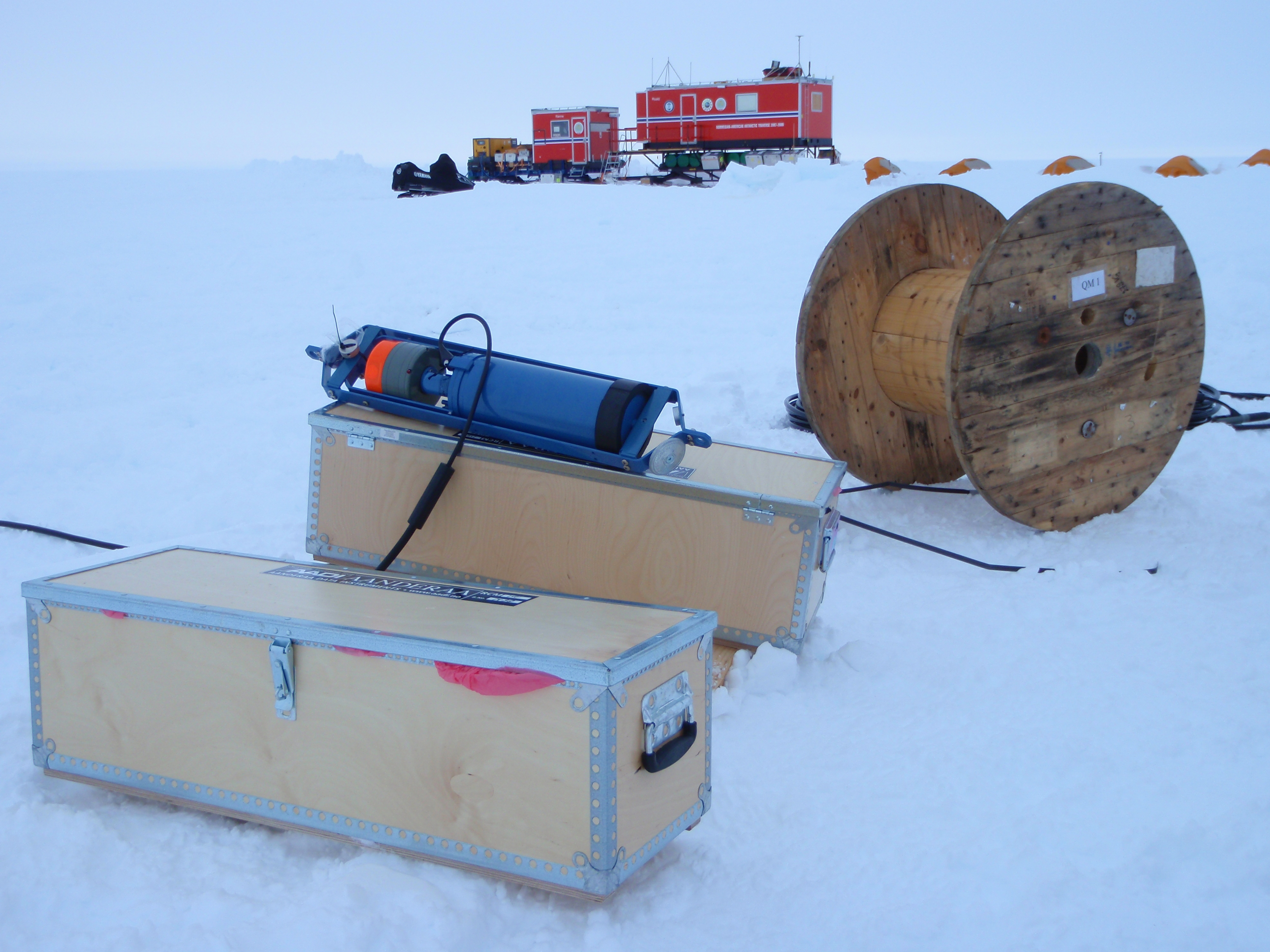
Em dezembro de 2009 novos ancoradouros oceanográficos foram implementados abaixo da plataforma de gelo Fimbul no projeto Plataforma de Gelo Fimbul - De Cima à Baixo.

A Plataforma de Gelo Fimbul é uma plataforma de gelo de cerca de 120 milhas de comprimento (~195 km) e 60 milhas de largura (~83 km), alimentada pela Geleira Jutulstraumen, margeando a costa da Terra da Rainha Maud de 3° W a 3° E. Foi fotografada do ar pela Terceira Expedição Antártica Alemã (1938–39), mapeada pelos cartógrafos noruegueses através de levantamentos e fotos aéreas da Expedição Antártica Norueguesa-Britânica-Sueca (EANBS) (1949–1952) e de fotos aéreas da expedição norueguesa (1958–59) e nomeada Fimbulisen (o gelo gigante).